# Conservapedia
Conservapedia ist ein Wiki-basiertes Projekt mit dem Ziel, eine Online-Enzyklopädie aus der Sicht einiger christlich-konservativer Kreise in den Vereinigten Staaten zu schaffen. Conservapedia enthält etwa 55.000 (Stand: März 2024) englischsprachige Artikel. Ab Dezember 2010 war sie zwischenzeitlich zum Schutz vor Vandalismus und Denial-of-Service Attacken nur noch von US-IP-Adressen aus erreichbar. Conservapedia verwendet als Logo einen Ausschnitt der Flagge der Vereinigten Staaten.

## Entstehung und Ziel

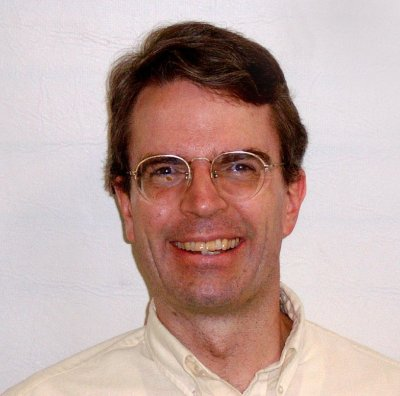
Andrew Schlafly

Conservapedia wurde im November 2006 von dem Juristen Andrew Schlafly, Sohn der konservativen Aktivistin Phyllis Schlafly, als Alternative zur angeblich liberalen sowie anti-amerikanischen und anti-christlichen Tendenz der englischsprachigen Wikipedia ins Leben gerufen. Schlafly hatte versucht, Aussagen von Kreationisten in den Wikipedia-Artikel über die Entscheidung der Schulbehörde in Kansas, „intelligent Design“ in die Lehrpläne aufzunehmen, einzufügen. Als seine Bearbeitungen rückgängig gemacht wurden, begann Schlafly eine linke Tendenz in der Wikipedia zu vermuten. Außerdem sieht er die Tatsache, dass Wikipedia neben amerikanischem Englisch auch britisches Englisch verwendet, als Anzeichen für die angeblich antiamerikanische Ausrichtung der Wikipedia.
Conservapedia entstand mithilfe von Jugendlichen, die Schlafly in seiner Heimatstadt in New Jersey unterrichtete. Verwendet wird die freie Software MediaWiki der Wikimedia Foundation, das Projekt hat jedoch keine weitere Verbindung zu ihr. Der Gründer gibt als Ziel jedoch ein mit der Wikipedia vergleichbares an, nämlich ein lehrreiches Nachschlagewerk zu schaffen. Dieses solle seiner Ansicht nach jedoch besonders für den Hausunterricht geeignet sein. Ein wichtiger Unterschied zu Wiki-Projekten, die freie Inhalte schaffen wollen, ist der Verzicht auf eine Copyleft-Lizenz bei Conservapedia.

## Ausrichtung
Die Conservapedia orientiert sich an der politischen Meinung konservativer US-Bürger und dem Weltbild konservativer Christen. In den „Geboten der Conservapedia“ wird Wert auf korrektes Zitieren und Familienfreundlichkeit gelegt. Ein Verstoß gegen die Richtlinien sowie eine zu große Beteiligung an Diskussionen im Vergleich zur Artikelarbeit kann zum Ausschluss vom Projekt führen. Der Neokonservatismus wird in der Enzyklopädie abgelehnt, da Neokonservative keine Anti-Abtreibungs-Kampagnen unterstützen, gegen die traditionelle Ehe oder sonstige konservative soziale Werte sind.
In dem Artikel „Bias in Wikipedia“ wurden über 150 Beispiele zusammengetragen, um die angeblich linksliberale Tendenz der Wikipedia zu belegen. Unter anderem stelle die Wikipedia keinen kausalen Zusammenhang zwischen Atheismus und Suizid her und habe einen Artikel über „Hollywood values“ gelöscht, der gezeigt habe, wie „liberale Ideologie“ Menschen schade.

## Inhalt
Artikel zu wissenschaftlichen Inhalten sind aus der Sicht von Junge-Erde-Kreationisten geschrieben und entsprechen häufig nicht der Lehrmeinung. Im Artikel zum Alter der Erde behauptet Conservapedia wahrheitswidrig, die Auffassung der Junge-Erde-Kreationisten sei die herrschende wissenschaftliche Meinung. So wird die Evolution als unglaubwürdige naturalistische Theorie und Pseudowissenschaft dargestellt und es werden sehr detailliert ausschließlich kritische Stimmen zitiert. Im Artikel zum Thema Drachen wird nicht ausgeschlossen, dass diese existiert haben könnten und auch heute noch – wenn auch in sehr geringer Zahl – existieren.
Conservapedias Artikel über Albert Einsteins Relativitätstheorie enthält 30 Gegenbeispiele, darunter Passagen aus der Bibel, welche die Theorie widerlegen sollen. Die Relativitätstheorie wird laut Conservapedia vor allem von „liberals“ vertreten.
Die Präsidentschaft des von der Aufklärung beeinflussten Thomas Jefferson wird ebenfalls stark negativ dargestellt, während die Biografie des ersten US-Präsidenten George Washington, der für seine konservativen Ansichten bekannt war, stark geschönt wird.
Der Artikel zur Homosexualität zitiert zunächst Bibelstellen, in denen diese bei Todesstrafe verboten wird, und stellt sie als heilbare Krankheit dar.
Ein weiteres Augenmerk ist die Auseinandersetzung mit dem Atheismus. In vielen Artikeln, die sich mit als negativ gewerteten gesellschaftlichen Tendenzen auseinandersetzen, wird Atheismus als wesentlicher Einflussfaktor genannt. So gibt es die Lemmata „Atheism and obesity“ (dt. „Atheismus und Fettleibigkeit“), „Atheism and child pornography“ (dt. „Atheismus und Kinderpornografie“), „Atheism and rape“ (dt. „Atheismus und Vergewaltigung“), „Atheism and drug addiction“ (dt. „Atheismus und Drogensucht“), „Atheism and Mass Murder“ (dt. „Atheismus und Massenmord“) sowie zahlreiche weitere.
Des Weiteren sieht die Conservapedia den Zusammenhang zwischen Schwangerschaftsabbruch und Brustkrebs als bewiesen an. Conservapedia unterstützt Todd Akins extreme Positionen zur Abtreibung, die im Zuge seiner gescheiterten Wahlkampagne zum US-Senat 2012 für internationales Aufsehen gesorgt hatten.
Auf der Startseite sind aktuelle Nachrichtenmeldungen zu diversen Themen. In diesen Meldungen werden oft Präsident Barack Obama, die Demokratische Partei oder sonstige sogenannte „liberals“ für die Lösung gegenwärtiger gesellschaftlicher und politischer Herausforderungen (z. B. Terrorismus, Finanz- und Wirtschaftskrise) als untauglich, wenn nicht sogar als Verursacher dargestellt.
Fidel Castro wird in der Enzyklopädie als bereits 2006 verstorben bezeichnet. Angeblich soll ein Doppelgänger von ihm auf den Fotos nach 2006 zu sehen sein.
Bezüglich der inneramerikanischen Diskussion um das Recht auf Waffenbesitz vertritt die Conservapedia unkritisch den Standpunkt der Lobbygruppe National Rifle Association und bezeichnet diese als Menschenrechtsorganisation („human rights advocacy group“), da diese ein Grundrecht der Verfassung verteidige.
Darüber hinaus bestreitet Conservapedia den globalen Klimawandel, lehnt das in der heutigen Kosmologie vorherrschende Urknall-Modell ab und rechtfertigt den russischen Angriffskrieg auf die Ukraine seit 2022.

## Kritik
Kritisiert wird die Conservapedia, weil sie viele erhebliche faktische Fehler aufweise. In einem Artikel in The Sydney Morning Herald werden Conservapedias Behauptungen über mehrere Autohersteller kritisch genannt, darunter die These, dass Hybridelektrokraftfahrzeuge des Herstellers Toyota elektromagnetische Strahlung absondern, die Krebs verursachen könne. Außerdem versuche General Motors laut Conservapedia mehr Homosexuelle anzusprechen, und Ford produziere Autos, die ihren europäischen und japanischen Konkurrenten weit überlegen seien.
Zudem sollen die Autoren und Administratoren genau jenes vermissen lassen, dessen Fehlen bei Wikipedia von den Gründern Conservapedias kritisiert wird: Fairness und Ehrlichkeit.
Es ist aber auch nicht auszuschließen, dass manche sich einen Spaß daraus machen, Satire-Artikel zu verfassen.
Die Existenz von Conservapedia hat zur Entstehung weiterer Wikis beigetragen. So gründete der Facharzt für innere Medizin Peter A. Lipson 2007 das RationalWiki, nachdem er versucht hatte, Conservapedias Artikel über Brustkrebs zu bearbeiten, um den darin behaupteten kausalen Zusammenhang zwischen Schwangerschaftsabbruch und Brustkrebs in Frage zu stellen, und von Conservapedias Administratoren gesperrt worden war.